# Brendan Rodgers
Brendan Rodgers (sinh ngày 26 tháng 1 năm 1973) là huấn luyện viên và là cựu cầu thủ bóng đá người Bắc Ireland.
Rodgers bắt đầu sự nghiệp cầu thủ bóng đá khi làm hậu vệ cho đội Ballymena United, sau đó ở tuổi 18 ông chuyển sang chơi cho CLB Reading. Ở tuổi 20, ông phải giải nghệ do bị chẩn đoán mắc bệnh khớp di truyền. Ông ở lại Reading với vai trò huấn luyện đội trẻ trước khi gia nhập câu lạc bộ Chelsea với vai trò quản lý đội trẻ vào năm 2004. Năm 2006, ông được thăng lên chức quản lý đội dự bị Chelsea.
Tháng 11 năm 2008, ông nhận chức huấn luyện viên chính tại đội Watford, ông ở lại câu lạc bộ này trước khi chuyển sang huấn luyện đội Reading vào tháng 6 năm 2009. Tháng 12 năm 2009, sau chuỗi thành tích bết bát ông rời Reading bằng thỏa thuận đôi bên. Ông tiếp tục nhận chức huấn luyện viên tại đội Swansea City vào tháng 7 năm 2010, giúp câu lạc bộ này thăng lên Giải ngoại hạng Anh trong năm sau đó và đạt được vị trí thứ 11 ngay mùa giải đầu tiên thăng hạng. Vào tháng 6 năm 2012, Rodgers chấp nhận lời đề nghị chuyển sang huấn luyện cho CLB Liverpool. Rodgers bị đội bóng này sa thải đầu tháng 10 năm 2015.
Ngày 20 tháng 5 năm 2016, Rodgers được bổ nhiệm làm huấn luyện viên của nhà vô địch giải Ngoại hạng Scotland Celtic theo hợp đồng kéo dài 12 tháng. Tại đây, ông đã gặt gái được nhiều thành tích, kỷ lục cùng với clb và nhiều danh hiệu cá nhân. Một kỉ niệm không thể nào quên đối với Rodgers là trận thua với tỉ số 7-0 khi ông dẫn dắt Celtic đối đầu với Barca tại Noucamp vào tháng 9/2016 trong trận mở màng vòng bảng Cúp C1.
Vào tháng 2/2019, Rodgers được bổ nhiệm làm huấn luyện viên câu lạc bộ Ngoại hạng Anh Lesceiter City. Mùa giải 2019-2020, Rodgers đã dẫn dắt Leicester xếp đến vị trí thứ năm tại Premier League và do đó giành quyền tham dự Europa League. Mùa giải 2020-2021, dưới sự dẫn dắt của Rodges họ khởi đầu mùa giải một cách rất năng nổ và mạnh mẽ với dấu ấn là chiến thắng 5-2 trước Man City trên sân khách. Điều này có nghĩa Rodges là huấn luyện viên đầu tiên dẫn dắt một câu lạc bộ ghi được 5 bàn vào lưới đội bóng do Pep Guardiola quản lý.

## Thống kê
Tính đến 28 tháng 1 năm 2021
| Đội            | Quốc gia  | Từ         | Đến        | Thành tích | Thành tích | Thành tích | Thành tích | Thành tích |
| Đội            | Quốc gia  | Từ         | Đến        | Trận       | Thắng      | Hòa        | Thua       | Thắng %    |
| -------------- | --------- | ---------- | ---------- | ---------- | ---------- | ---------- | ---------- | ---------- |
| Watford        | Anh       | 24.11.2008 | 5.6.2009   | 32         | 13         | 7          | 12         | 040,63     |
| Reading        | Anh       | 5.6.2009   | 16.12.2009 | 23         | 6          | 6          | 11         | 026,09     |
| Swansea City   | Wales     | 16.7.2010  | 1.6.2012   | 96         | 43         | 20         | 33         | 044,79     |
| Liverpool      | Anh       | 1.6.2012   | 4.10.2015  | 166        | 84         | 40         | 42         | 050,60     |
| Celtic         | Scotland  | 20.5.2016  | 26.2.2019  | 169        | 118        | 25         | 26         | 069,82     |
| Leicester City | Anh       | 26.2.2019  | nay        | 96         | 50         | 19         | 27         | 052,08     |
| Tổng cộng      | Tổng cộng | Tổng cộng  | Tổng cộng  | 583        | 314        | 117        | 152        | 053,86     |

## Thành tích

### Sự nghiệp Huấn luyện viên
Swansea City
- Vô địch vòng Play-Off Giải Hạng nhất: 2011

Liverpool
- Á quân Ngoại Hạng Anh: 2014

Celtic
- Vô địch Cúp Liên Đoàn Scottish League Cup: 2016-2017, 2017-2018, 2018-2019
- Vô địch Scotland Scottish Premiership: 2016-2017, 2017-2018
- Cúp Scotland: 2016-2017, 2017-2018

Leicester City
- FA Cup: 2020–21
- FA Community Shield: 2021

### Cá nhân
- HLV LMA của năm(1): 2013-2014
- HLV Giải Ngoại hạng của tháng (2): tháng 8 năm 2013, tháng 3 năm 2014
- HLV Giải Hạng nhất của tháng (1): tháng 2 năm 2011
- HLV Scottish Premiership của mùa: 16-17, 17-18